# Knoldistel
De knoldistel (Cirsium tuberosum) is een overblijvende plant, die behoort tot de composietenfamilie. De soort komt van nature voor in West-, Zuid- en Midden-Europa. Het aantal chromosomen is 2n = 34
De plant wordt 50-100 cm hoog en de korte wortelstok heeft spoelvormig verdikte wortels. De plant vormt een bladrozet. De stengel is behaard. De van boven lichtgroene, breed ellipotische, 12-20 cm lange en 4-6 cm brede, veerdelige bladeren hebben aan de bovenkant haren. De onderkant van de bladeren is bleekgroen met een grijsviltige, spinnenwebachtig beharing. De driepuntige slippen zijn stekelig of gelobd.
De knoldistel bloeit vanaf mei tot in augustus met donkerpaarsrode, soms lichtrode of witte, 2-3,5 cm grote hoofdjes met 11 mm lange buisbloemen. De lobben van de buisbloemen zijn 6 mm lang. De opgericht staande omwindselbladen zijn onderaan spinnenwebachtig behaard. De onderste omwindselbladen zijn 2 mm breed en 4 mm lang; de bovenste zijn tot 15 mm lang en hebben een paarse top.
Bloemformule:
- /x K {\displaystyle \infty }, [C (5), A (5)], G 2, nootje

De vrucht is een 3-4 mm lang nootje met vruchtpluis.

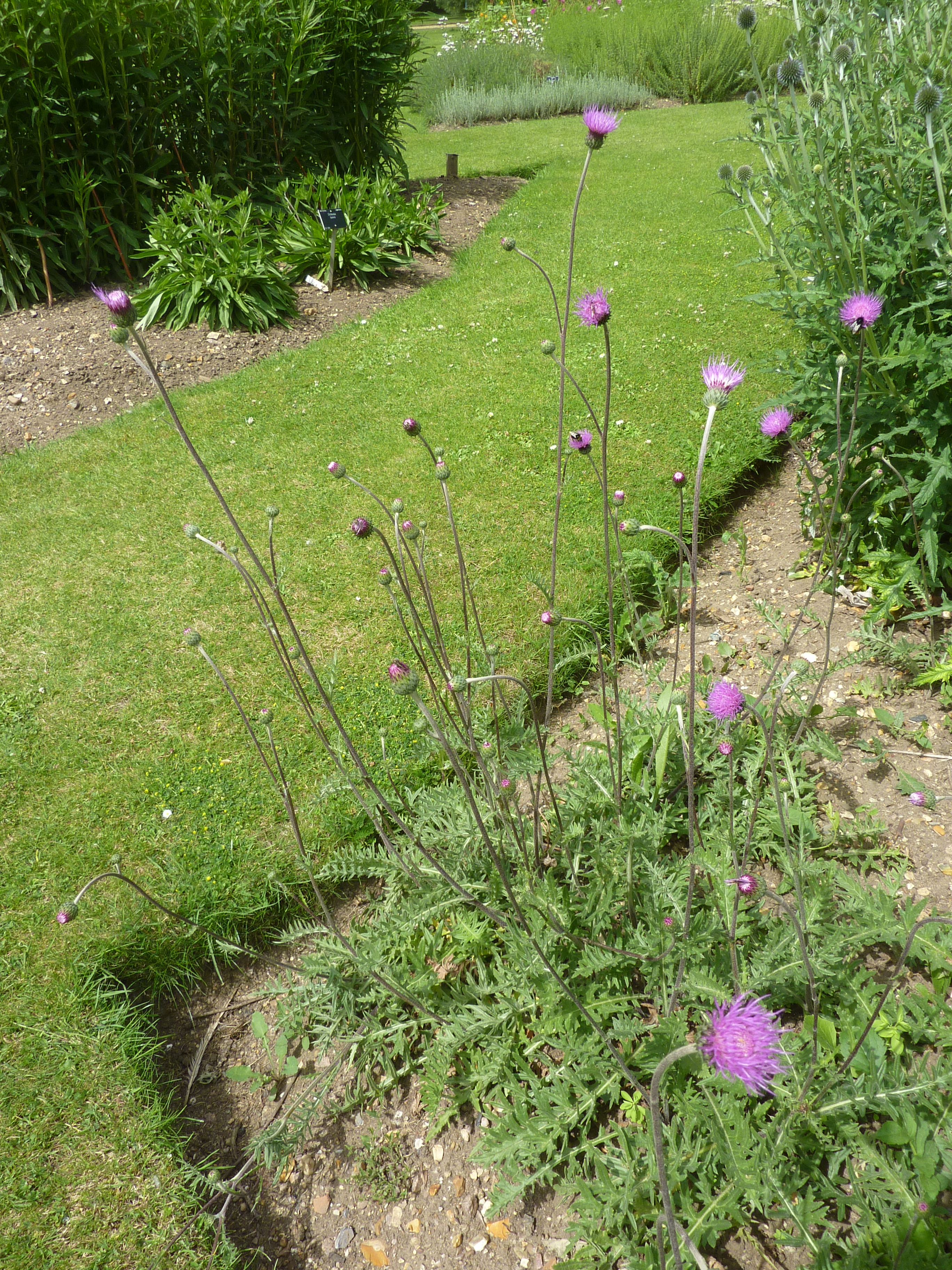
Plant
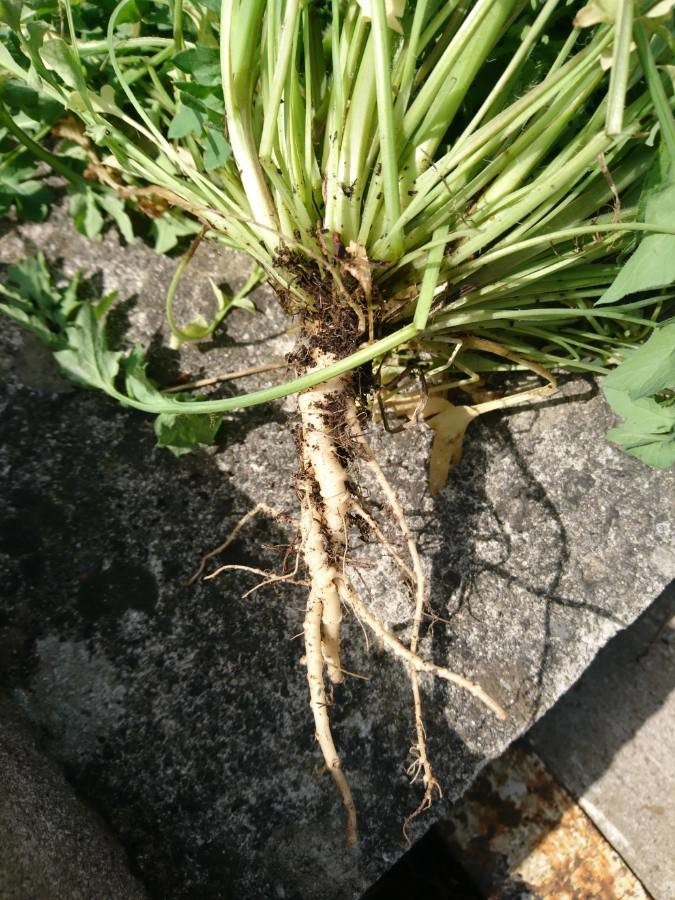
Wortels
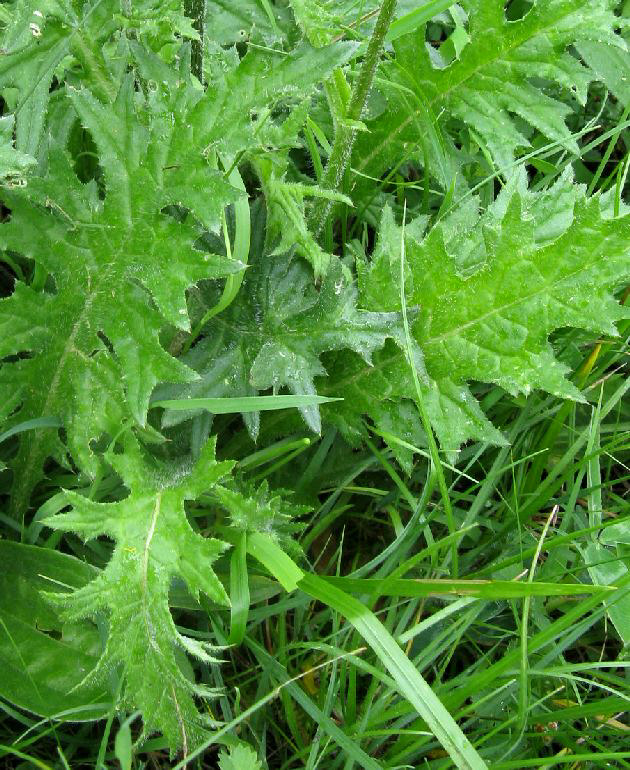
Bladeren
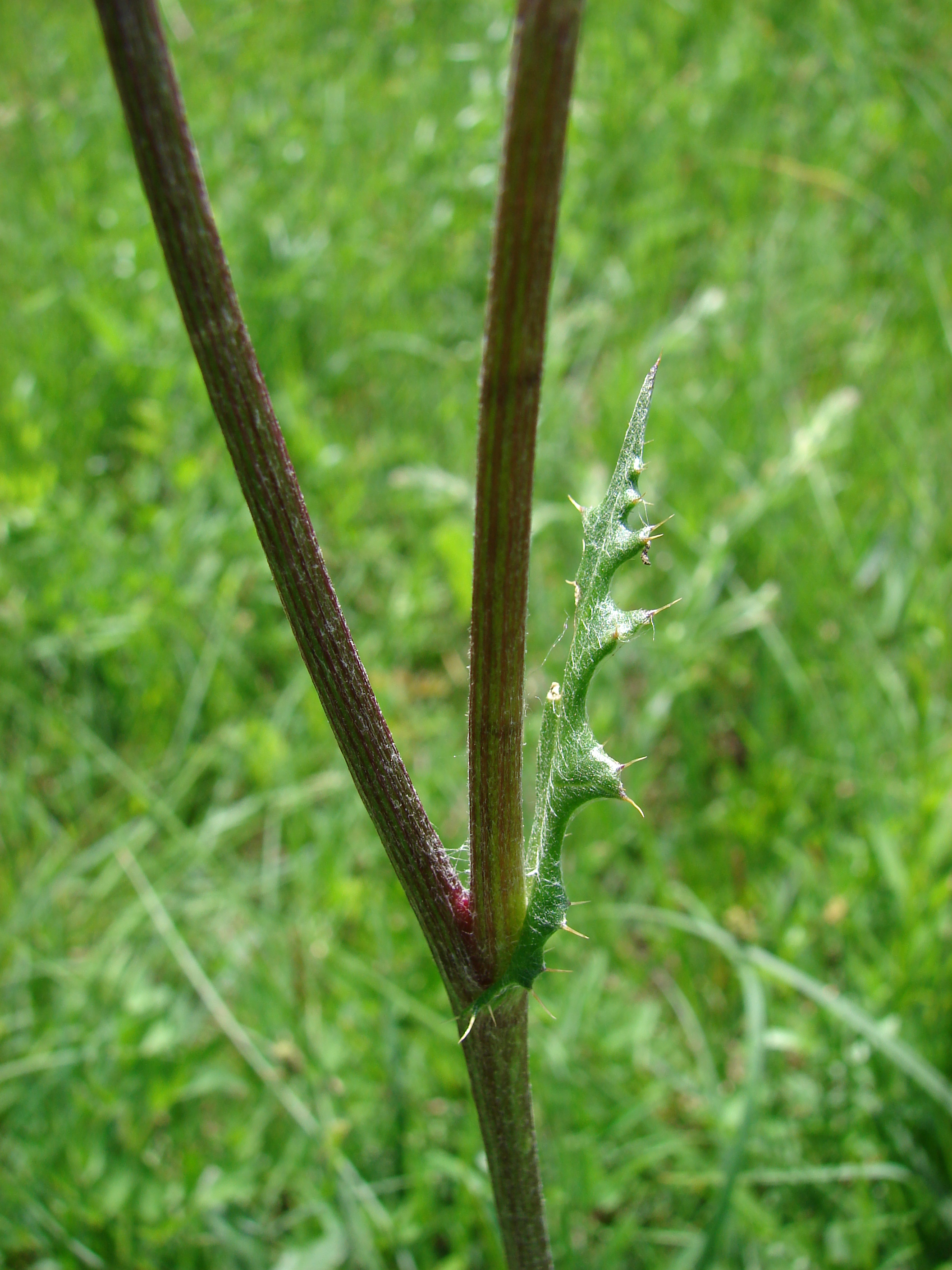
Stengel
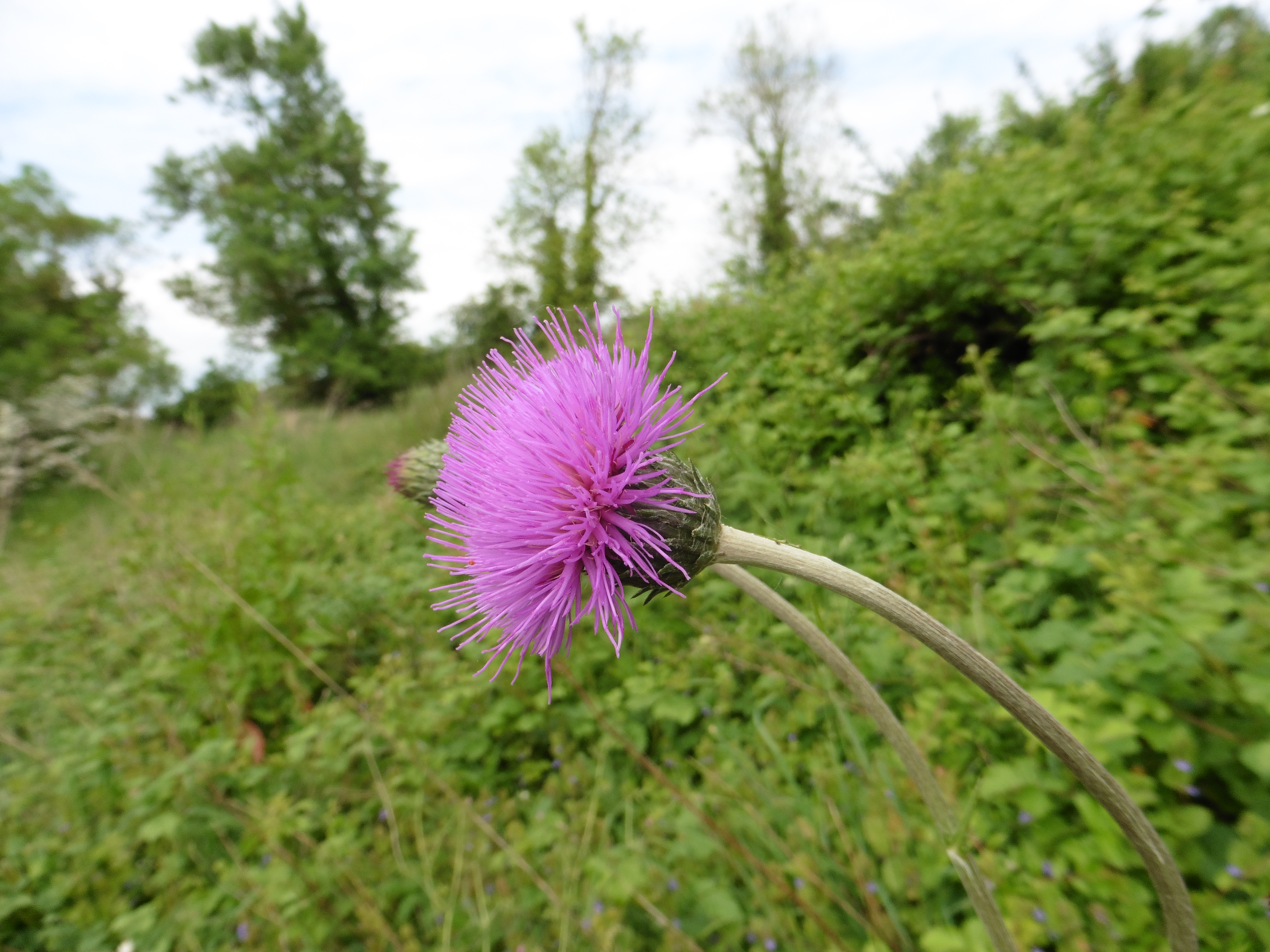
Buisbloemen
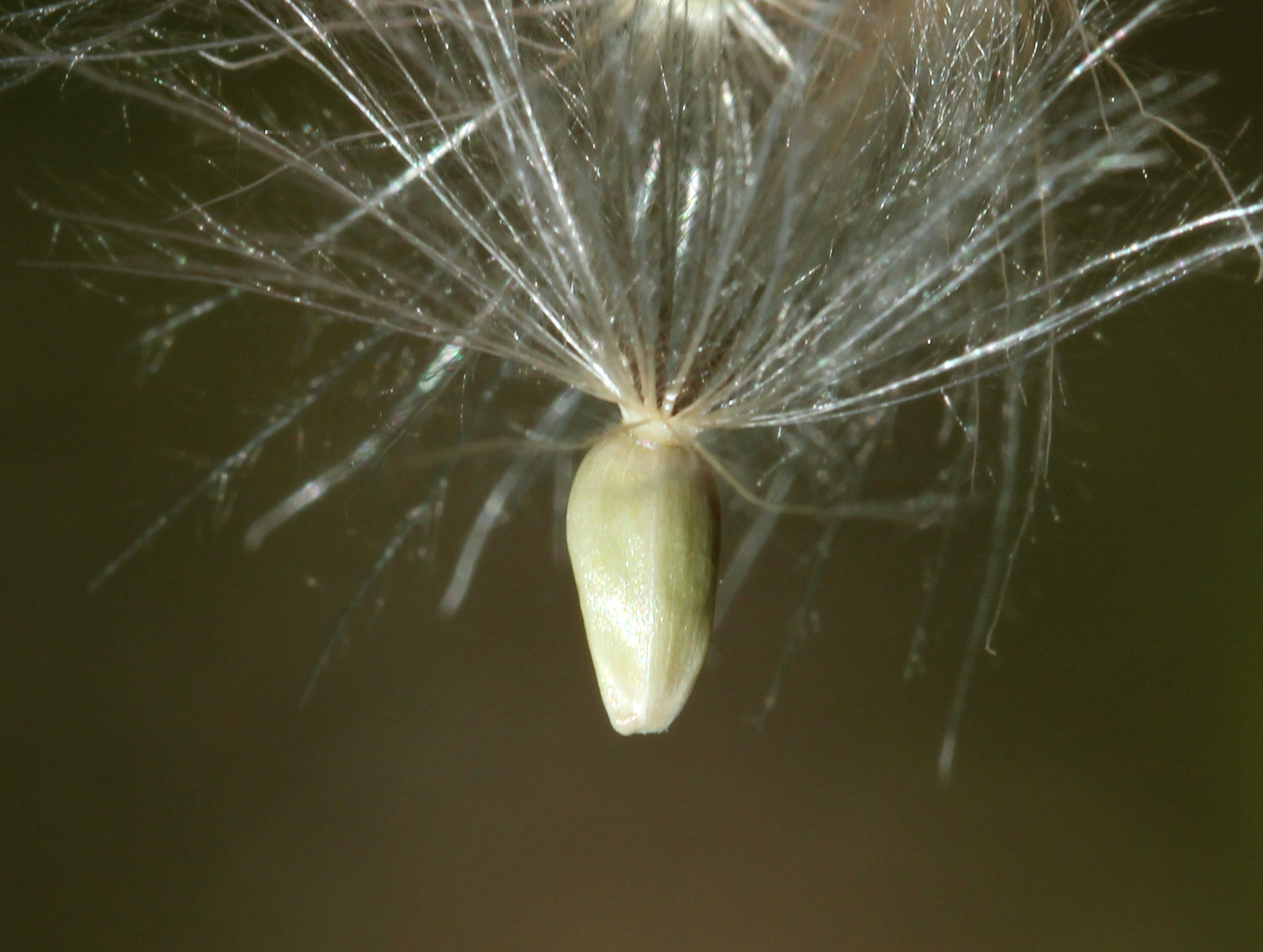
Vrucht

De knoldistel komt voor op vochtige tot natte, kalkhoudende grond in grasland en struwelen.